# Фигура (музыка)
Фигура в музыке — короткая музыкальная идея, представляющая собой последовательность из нот, которая часто повторяется. Она может характеризоваться мелодической высотой, специфической гармонией и ритмической длительностью. В 1964 году музыкальный словарь Гроува определил «фигуру» как «точный аналог немецкого 'motiv' и французского 'motif'»: она создаёт «единое полное и отчётливое впечатление». Однако Р. Скрутон считает, что фигура отличается от мотива тем, что она — фон произведения, тогда как мотив — передний план: «фигура имеет сходство с орнаментом в архитектуре — она „открыта в оба конца“ с тем, чтобы быть бесконечно повторенной (англ.). При прослушивании музыкальной фразы как фигуры, а не как мотива, мы, в это же самое время, помещаем её на второй план, даже если она … чёткая и мелодичная»».
Музыкальная фраза, первоначально представшая как мотив, может стать фигурой, аккомпанирующей другой мелодии, как во второй части струнного квартета Клода Дебюсси.
Произведения минимализма и музыкального авангарда могут быть полностью созданы из музыкальных фигур. Р. Скрутон описывает музыку Филипа Гласса (например оперу Akhnaten (англ.)) как «ничего кроме фигур … бесконечные гирлянды». Основная фигура известна как рифф в американской популярной музыке.